# Psammuthis
Psammuthis war ein oberägyptischer Regent der 29. Dynastie (Spätzeit). Seine Regierungszeit wird mit 393 bis 392 v. Chr. angegeben. Psammuthis ist die griechische Umschrift des altägyptischen Eigennamens Pascherienmut.
Er tritt als Gegenkönig von Achoris auf, den er bereits kurz nach Antritt seiner Regierung verdrängte, bevor dieser wieder 1 Jahr später an die Macht gelangte.
Baulich ist Psammuthis durch eine in Karnak errichtete Kapelle bezeugt, die von Achoris usurpiert worden ist. Ihm ist eventuell auch die Fertigstellung und Dekoration der Opfermagazine südlich des Heiligen Sees zuzuschreiben. Ein Granitblock mit Weihinschrift stammt aus Achmim. In Sakkara bezeugen ihn demotische Graffiti; zusätzlich existiert ein Skarabäus.